# Szentlászló (Magyarország)
Szentlászló (horvátul: Laslov, németül: Senglasl, St. Glasl) község Baranya vármegyében, a Szigetvári járásban.

## Fekvése
A vármegye északnyugati részén fekszik, a Zselic tájegységben. A legközelebbi város a 12 kilométerre fekvő Szigetvár, a megyeszékhely, Pécs 47 kilométer távolságra van a településtől.
A közvetlenül határos települések: észak felől Boldogasszonyfa, kelet felől Almamellék, délkelet felől Mozsgó, délnyugat felől Szulimán, nyugat felől pedig Somogyhárságy.

### Megközelítése
Legfontosabb közúti megközelítési útvonala a központján áthaladó 67-es főút, ezen érhető el Szigetvár és Kaposvár felől is. Néhány évtizede a 67-es valószínűleg még a falu főutcája is volt egyben, de hosszabb ideje már csak a belterület nyugati szélét érinti. A község déli szélén ágazik ki a főútból Almamellék és az attól keletre fekvő zsákfalvak (Horváthertelend, Csebény, Ibafa) irányába a 66 117-es út.
A település átmenő forgalma nagy, hiszen a 67-es főúton bonyolódik le a Pécs–Kaposvár közötti forgalom egy része, sokan ezen az úton közelítik meg a Balatont, és északi irányból jelentős a forgalom a magyar-horvát határátkelőhelyek, Barcs és Drávaszabolcs felé is.
A településen keresztülhaladt az egykori Kaposvár–Szigetvár-vasútvonal, amelyet a hetvenes évek végén felszámoltak, így a falut napjainkban már csak közúton lehet megközelíteni.

### Tömegközlekedés
A település a 67-es főúton keresztül közelíthető meg Kaposvár, illetve Szigetvár felől, a Volánbusz autóbuszaival. Korábban a 954. számú Kaposvár–Szigetvár-vasútvonalon keresztül is megközelíthető volt, de 1976-ban megszüntették a vonalat. Az állomás épülete ma is áll, rendben tartott, lakott épület.

## Története
Szentlászló Szigetvár vonzáskörzetéhez tartozik és vele együtt 1950-ig Somogy vármegyéhez tartozott, majd az 1950-es megyerendezéssel Baranya megyéhez csatolták. A Szentlászló neve az írott forrásokban először 1237-1240 között bukkan fel. A község neve a falu templomának védőszentjére, Szent László magyar királyra utal. Ősi lakott hely. A mai plébánia területén levő, elnéptelenedett Margitapuszta az 1333. évi pápai tizedjegyzékben önálló plébánia volt. A plébánia egész területe, mint Szent László király adománya, a pannonhalmi apátság birtokaként szerepelt, mint a zselici kanászok szálláshelye. A 16. században plébániája volt, a török hódoltság alatt azonban nem laktak itt folyamatosan. A 18. század elején magyar-horvát vegyes lakosság lakta a települést. 1774-ben, majd 1784-1792 között németeket telepítettek ide. Ekkor a helység jórészt németek által lakott település volt. Még 1930-ban is 751 német anyanyelvű és csak 105 magyar lakója volt. A második világháború után, 1948-ban azonban a német anyanyelvű lakosságot – mintegy 160 főt – a későbbi Német Demokratikus Köztársaságba telepítették ki. Helyükre a volt jugoszláviai Našice és a szlovákiai Naszvad községekből költöztettek.
A településen 1738-ban már fatemplom állt, 1789-től kihelyezett káplánság működött, mely 1821-től önálló plébánia lett. A ma is álló templomot 1812-ben szentelték fel.
A községben élők közül a legutóbbi népszámláláson magukat németnek vallók aránya ma már a teljes népességen belül 30% alatt van. 2002-ben alakult meg a Német Kisebbségi Önkormányzat, az Általános Iskolában pedig nemzetiségi oktatás is folyik.
A községben óvoda, valamint alsó és felső tagozatos általános iskola működik, amely a 2010-es felújítást követően felvette Szent László nevét.

## Közélete

### Tanácselnökei
- 1970–1985: Hortobágyi József
- 1985–1990: Welsch Ottó

### Polgármesterei
- 1990–1994: Welsch Ottó (független)[9]
- 1994–1998: Bognár József (független)[10]
- 1998–2002: Bognár József (MSZP)[11]
- 2002–2006: Bognár József (független)[12]
- 2006–2010: Bognár József (független)[13]
- 2010–2014: Bognár József (független)[14]
- 2014–2016: Hideg István (független)[15]
- 2016–2019: Hideg István (független)[16]
- 2019–2024: Pasztorek Zoltán (független)[17]
- 2024– : Pasztorek Zoltán (független)[2]

A településen 2016. szeptember 4-én időközi polgármester-választást (és képviselő-testületi választást) kellett tartani, az előző képviselő-testület önfeloszlatása miatt. A hivatalban lévő polgármester elindult a választáson, és a jelöltek viszonylag nagy száma ellenére (hatan indultak) közel 60%-os eredménnyel tudta megerősíteni pozícióját.

## Népesség
A település népességének változása:
| Lakosok száma | 806  | 789  | 775  | 733  | 717  | 750  | 779  | 760  |
|               | 2013 | 2014 | 2015 | 2019 | 2021 | 2022 | 2023 | 2024 |

A 2011-es népszámlálás során a lakosok 83,1%-a magyarnak, 1,2% cigánynak, 6,8% németnek mondta magát (16,6% nem nyilatkozott; a kettős identitások miatt a végösszeg nagyobb lehet 100%-nál). A vallási megoszlás a következő volt: római katolikus 54,2%, református 3%, evangélikus 0,7%, felekezeten kívüli 15% (26,6% nem nyilatkozott).
2022-ben a lakosság 93,6%-a vallotta magát magyarnak, 6,5% németnek, 0,8% cigánynak, 0,7% ukránnak, 0,3% horvátnak, 0,1% szerbnek, 2,3% egyéb, nem hazai nemzetiségűnek (5,3% nem nyilatkozott; a kettős identitások miatt a végösszeg nagyobb lehet 100%-nál). Vallásuk szerint 41,2% volt római katolikus, 2,9% református, 0,4% evangélikus, 0,4% görög katolikus, 0,1% ortodox, 1,3% egyéb keresztény, 0,1% egyéb katolikus, 16,4% felekezeten kívüli (37,1% nem válaszolt).

## Nevezetességei
- Tájház
- Népművészeti alkotóház és Csuhémúzeum
- Szent László-szobor
- Római katolikus templom
- Világháborús emlékmű
- Erzsébet-fák
- Nepomuki Szent János-szobor
- Anya gyermekével szobor
- Harangláb
- Szentlászló Vasúttörténeti Kiállítóhely